# Белугин, Владимир Александрович
Владимир Александрович Белугин (30 марта 1931, Ленинград, РСФСР, СССР — 20 июня 2002, Саров, Россия) — российский учёный, в 1987—1996 директор ВНИИЭФ (г. Саров Нижегородской области). Лауреат Государственной премии СССР.

## Биография
Родился в Ленинграде.
Окончил среднюю школу в посёлке Саров Мордовской АССР (1948) и Казанский авиационный институт по специальности «инженер-механик по авиадвигателям» (1955).
Работа:
- 1948—1949 чертежник в Управлении строительства № 880 (г. Саров)
- 1955—1956 старший мастер на авиационном заводе № 16 (Казань), сменный инженер, технолог цеха на заводе № 551 (ныне «Авангард», г. Саров).

С сентября 1956 года в КБ-11: инженер-конструктор, старший инженер-конструктор, руководитель группы, с 1969 года — начальник отдела конструкторского отделения.
С 1972 г. во ВНИИЭФ: зам. главного инженера, главный инженер (1979), с 1987 г. директор, с 1996 г. советник при директоре ВНИИЭФ.
Умер 20 июня 2002 г. Похоронен на городском кладбище г. Саров.

## Награды и звания
- Государственная премия СССР (1969);
- Орден «За заслуги перед Отечеством» IV степени;
- Орден Октябрьской Революции;
- Орден Трудового Красного Знамени;
- Медали.

## Фотографии

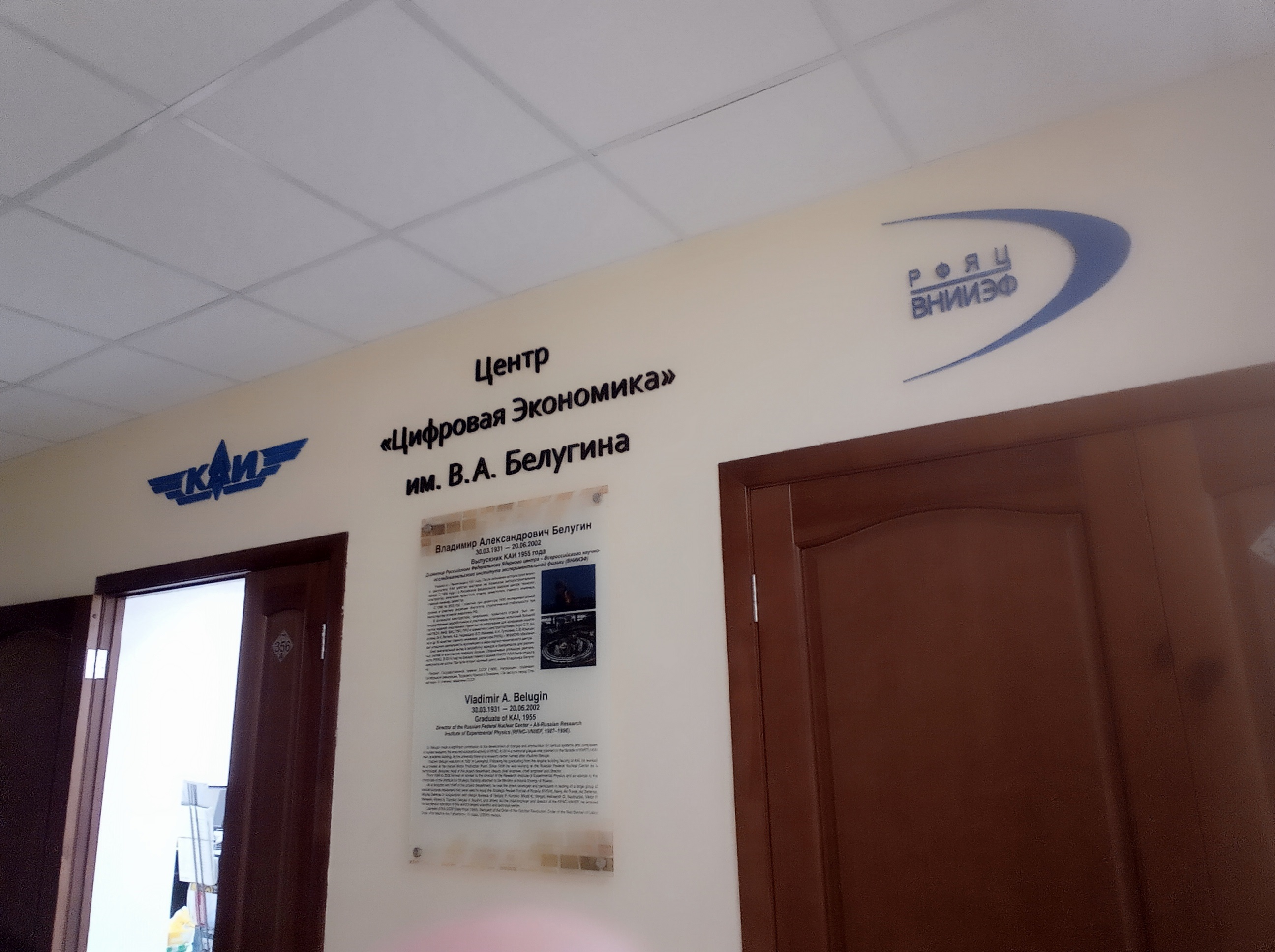
Центр «Цифровая экономика» имени Белугина в КНИТУ-КАИ